# Lom (Norge)
 For alternative betydninger, se Lom (flertydig). (Se også artikler, som begynder med Lom)
Lom i Gudbrandsdalen er en kommune i Innlandet fylke i Norge. Den grænser i nordvest til Skjåk, i nord til Lesja, i øst og sydøst til Vågå, i syd til Vang og i sydvest til Luster. Navnet kommer af sletteområdet Loar ved det, som i dag hedder Lom stavkirke.

## Areal og befolkning
Kommunecenteret Fossbergom er et moderne bycentrum, hvor de fleste arbejdspladser er inden for turisme, handel og serviceerhverv. Andre byer i kommunen er Garmo og Bøverdalen. Riksvei 15 går gennem kommunen, og Riksvei 55 over Sognefjellet starter i Fossbergom.
De højeste fjeldtoppe i Norge, Galdhøpiggen og Glittertind, ligger her, og mere end halvdelen af Jotunheimen nationalpark ligger i Lom.

## Kendte nordmænd fra Lom
- Knut Hamsun (1859-1952), forfatter.
- Olav Aukrust (1883-1929), forfatter.[2][3]
- Jørgine Slettede Boomer (1887-1971), hotelværtinde på Waldorf Astoria i New York.[4]
- Tor Jonsson (1916-1951), forfatter.[5]

- Ragnhild Kolden (1956-), forfatter[6]